# Abell 85
Abell 85 – gromada galaktyk znajdująca się w konstelacji Wieloryba w odległości około 740 mln lat świetlnych.
Gromada ta była badana przez teleskop Chandra. Została ona wybrana jako jedna z 86 gromad w projekcie, którego celem jest ustalenie stopnia w jakim ciemna energia hamuje wzrost masywnych struktur we Wszechświecie w okresie ostatnich 7 miliardów lat.